# Лохаберский договор
Лохаберский договор (англ. Treaty of Lochaber) — договор между индейцами чероки и представителем британской администрации Джоном Стюартом, подписанный 18 октября 1770 года на плантации Лохабер в Южной Каролине. Договор согласовывал западную границу колоний Вирджиния и Северная Каролина.
В 1768 году был заключён договор в форте Стенвикс с ирокезами, по которому ирокезы отказались от всех претензий на земли к северу от реки Огайо. Однако, на эти земли претендовали индейцы чероки, поэтому лорд Шелберн решил прояснить этот вопрос во избежание конфликта между колонистами и индейцами. Представители черокских поселений были приглашены в Южную Каролину на плантацию Лохабер, и там в ходе переговоров были подтверждены их права на земли к северу от реки Огайо, но одновременно они уступили Британии участок земли от границ Вирджинии и Северной Каролины, до линии, проходящей вертикально через точку в 6 милях восточнее острова Лонг-Айленд на реке Холстон (где сейчас находится город Кингспорт). Небольшой южный участок уступленной территории попадал в формальные границы Северной Каролины.

### Статьи
- Virginia and the Cherokees, &c. The Treaties of 1768 and 1770 (англ.) // The Virginia Magazine of History and Biography. — Tennessee Historical Society, 1905. — Vol. 13, iss. 1. — P. 20—36.